# Grimface Mountain
Der Grimface Mountain ist ein 2635 m hoher Berg mit einer Schartenhöhe von 538 m in der kanadischen Provinz British Columbia.

## Geographie
Der Gipfel des Grimface Mountain bildet sowohl den höchsten Punkt im Cathedral Provincial Park and Protected Area:403 als auch im Similkameen Division Yale Land District, sowie den vierthöchsten in der Okanagan Range, einer Teilkette der North Cascades. Er liegt 3 km nördlich der Grenze zwischen Kanada und den Vereinigten Staaten. Der nächsthöhere Berg ist der Remmel Mountain (2650 m)
Die Abflüsse der Niederschläge von den Hängen des Berges fließen in die Oberläufe von Wall Creek und Lakeview Creek, beides Zuflüsse des Ashnola River. Das Relief ist so gestaltet, dass der Gipfel 735 m über den 2 km entfernten Wall Creek aufragt.
| Cathedral Ridge   | Lakeview Creek | Lakeview Mountain |
| Wall Creek        |                | The Boxcar        |
| Orthodox Mountain | Cathedral Peak | Denture Ridge     |

## Geologie
Die North Cascades sind durch die am stärksten zerklüftete Topographie der Kaskadenkette mit rauen Gipfeln und Graten sowie tiefen Trogtälern gekennzeichnet. Geologische Ereignisse vor langer Zeit schufen die abwechslungsreiche Topographie und drastische Höhenwechsel, welche in der Kaskadenkette zu klimatischen Unterschieden führten. Diese klimatischen Differenzen führen zu einer abwechslungsreichen Vegetation, welche die Ökoregionen im Gebiet bestimmen.
Die Geschichte der Entstehung der Kaskadenkette reicht Millionen von Jahren bis ins Zeitalter des Spät-Eozäns zurück. Indem die Nordamerikanische Platte sich über die Pazifische Platte schiebt, kommen auch heute noch Episoden mit vulkanischer Aktivität vor. Außerdem wurden kleine Bruchstücke der ozeanischen und der kontinentalen Erdkruste, sogenannte Terrane, vor etwa 50 Millionen Jahren in den North Cascades geschaffen.
Während des Pleistozäns vor über zwei Millionen Jahren breiteten sich wiederholt Gletscher aus und zogen sich wieder zurück; sie hinterließen Ablagerungen von Geröll. Die U-förmigen Flusstäler sind das Ergebnis der jüngsten Vergeisung. Gebirgsbildung und Verwerfungen in Kombination mit der Vergletscherung waren die dominanten Prozesse, welche die hohen Gipfel und die tiefen Täler der Kaskadenkette schufen.

## Klima
Die meisten Wetterfronten stammen vom Pazifik und bewegen sich nordostwärts auf die Kaskadenkette zu, wo sie durch die Berge zum  Aufsteigen (Windstau) gezwungen werden, was wiederum dazu führt, dass die enthaltene Feuchtigkeit in Form von Regen oder Schnee abgegeben wird. Im Ergebnis führt das zu höheren Niederschlägen an der Westseite der North Cascades als an deren Ostseite, insbesondere zu starken Schneefällen im Winter. Während der Wintermonate ist das wetter gewöhnlich wolkig, aber aufgrund der Hochdruckgebiete über dem Pazifik, die sich während der Sommermonate aufbauen, gibt es in dieser Zeit nur wenige oder gar keine Wolken.

## Geschichte
Das Toponym des Berges wurde am 24. September 1979 vom Geographical Names Board of Canada offiziell anerkannt.

## Galerie

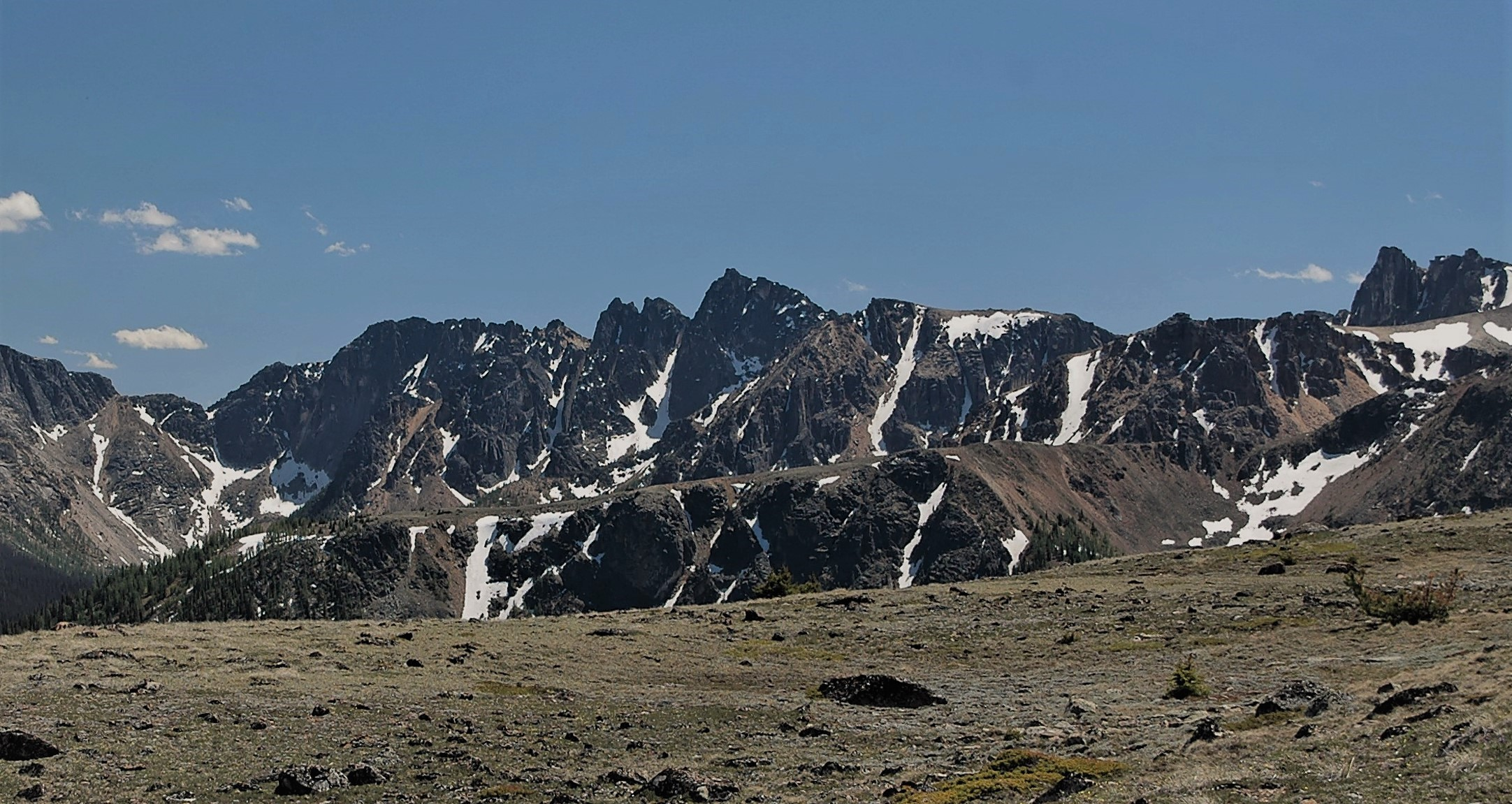
Der Grimface in der Mitte der Skyline